# Giuseppe Tellera
Giuseppe Tellera (Bolonya, 14 de març de 1882 - Beda Fomm, 7 de febrer de 1941) va ser un general de l'exèrcit italià durant la Segona Guerra Mundial.

## Desè Exèrcit italià
El 23 de desembre de 1940 el general Tellera va prendre el comandament del Desè Exèrcit italià del tinent general Italo Gariboldi. En aquell moment, el Desè Exèrcit intentava aturar l'operació britànica Compass, que havia començat el 9 de desembre amb l'atac a Nibeiwa. Al començament de l'ofensiva, el Desè Exèrcit estava format per quatre Cossos d'Exèrcit amb nou divisions i dos grups blindats de la mida d'una brigada, però el 23 de desembre la 1a Divisió líbia, 2a Divisió líbia, La 4a Divisió CC.NN. "3 Gennaio" i el Grup Maletti havien estat destruïts a la batalla de Sidi Barrani, mentre que la 1a Divisió CC.NN. "23 Marzo", 2n CC.NN. La Divisió "28 Ottobre", la 62a Divisió d'Infanteria "Marmarica", la 63a Divisió d'Infanteria "Cirene" i les restes de la 64a Divisió d'Infanteria "Catanzaro" van ser encerclades a Bardia deixant Tellera només amb la 61a Divisió d'Infanteria "Sirte" i el Grup Babini.
Tellera, que ja havia servit com a oficial d'estat major durant la Primera Guerra Mundial al front italià i havia estat el cap d'estat major del general Balbo i Graziani, es va proposar construir una defensa amb els reforços que rebés. La 61a Divisió d'Infanteria "Sirte" va ser enviada a la guarnició de Tobruk, mentre que la resta de les unitats van romandre prop de Gazala. Després que els britànics haguessin capturat Bardia i Tobruk, Tellera va ordenar a la recentment arribada 60a Divisió d'Infanteria "Sabratha" que establissin una línia defensiva entre Derna i Al Qubbah, mentre que la Brigada Blindada Especial ocupava posicions a Mechili.
El 24 de gener de 1941 la 7a Divisió Blindada britànica va desallotjar la Brigada Cuirassada Especial durant l'acció a Mechili, mentre que la 6a Divisió australiana va atacar el Sabratha el 25 de gener. El 29 de gener Tellera va ordenar una retirada general per la Via Balbia cap a Bengasi. Tanmateix, la Combeforce britànica ja havia bloquejat la carretera a Beda Fomm. Els italians van intentar trencar el bloqueig els dies 6 i 7 de febrer durant la batalla de Beda Fomm i Tellera va entrar en combat en un tanc M13/40, però els atacs frontals repetits, encara que mal coordinats, dels blindats italians van ser inútils i les darreres restes del Desè Exèrcit es van veure obligats a rendir-se. Després de la batalla, les forces britàniques van trobar Tellera al seu tanc destruït i va morir de les ferides a l'hospital l'endemà. Colpits per la seva heroica resistència, l'exèrcit britànic el va enterrar amb tots els honors militars a Bengasi.